# Aleksander Maciej Ossoliński
Aleksander Maciej Ossoliński herbu Topór (ur. 1725, zm. w 21 stycznia 1804 w Rudce, a pochowany w Wyszkowie) – hrabia, starosta drohicki w latach 1757–1774, sokołowski, sulejowski, mszczonowski, miecznik wielki litewski od 1775 roku, odznaczony Orderem Orła Białego (8.10.1777).

## Pochodzenie
Drugi syn Jana Stanisława Ossolińskiego i Ludwiki Załuskiej. Jego stryjeczny brat Józef Kanty Ossoliński na prośbę swego ojca Franciszka Maksymiliana Ossolińskiego podarował mu w 1759 roku po ojcu majątek Rudka z przyległościami. Po ojcu odziedziczył Aleksander Maciej miasteczko Mokobody i   Wyszków.

## Majątek i kariera
W młodości w 1739 roku został wysłany przez rodziców do stryja
Franciszka Maksymiliana do Lunéville (ur. 2 kwietnia 1676, zm. 1 lipca 1756 w Malgrange). W Luneville był on ulubieńcem Franciszka Maksymiliana, który nazywał go zdrobniale Oleś. Po powrocie do kraju w 1742 roku osiadł w rodzinnych dobrach i wkrótce uzyskał tam drohickie starostwo grodowe.
Za swą siedzibę obrał majątek Rudka, w którym w roku 1763 gruntownie przebudował znajdujący się tam stary dwór z 1718 roku, wybudowany na miejscu wcześniejszego drewnianego przez Franciszka Maksymiliana Ossolińskiego. Ukończył on w 1788 roku budowę kościoła parafialnego w Wyszkowie fundowanego jeszcze przez jego ojca.
Poseł na sejm 1758 roku z ziemi drohickiej.
Konsyliarz konfederacji Czartoryskich w 1764 roku, poseł na sejm konwokacyjny (1764) z ziemi drohickiej.
Po elekcji Stanisława Poniatowskiego uzyskał od niego kilka urzędów ziemskich na Podlasiu, brał też udział w sejmikach ziemskich i sejmach. W 1766 roku był posłem na Sejm Czaplica z ziemi drohickiej.
W 1775 roku został kawalerem Orderu Świętego Stanisława.

## Małżeństwo i potomstwo
Aleksander był dwukrotnie żonaty. Po raz pierwszy w 1752 roku z Kunegundą Dembowską, zmarłą najprawdopodobniej przy porodzie w 1753 roku, z którą miał syna Jana Onufrego Ossolińskiego – starostę drohickiego i prezesa sądu apelacyjnego Księstwa Warszawskiego.
Ożenił się po raz drugi 9 września 1757 roku, z Benedyktą Antoniną de Löwendal (1735–1778) – córką Waldemara de Löwendala, marszałka Francji, i Barbary Szembek. Z drugiego małżeństwa miał córkę Annę, (którą jako stryjeczną bratanicę poślubił Józef Salezy Ossoliński, a po rozwodzie z nim Kazimierz Krasiński, oboźny wielki koronny oraz syna; Józefa Kajetana Ossolińskiego (ur. 1758 – zm. 1834) – Kasztelana podlaskiego od 1790, senatora Królestwa Kongresowego w latach 1822–1824 i starostę sandomierskiego